# Circ de Tòrt
El Circ de Tòrt és un circ glacial en la vessant Nord del Pirineu axial que forma part dels circs de capçalera de Valarties; està situat al Sud de la Vall d'Aran, al terme municipal de Naut Aran. Pertany a la zona perifèrica del Parc Nacional d'Aigüestortes i Estany de Sant Maurici. El Circ de Tòrt està flanquejat de muntanyes amb altituds d'entre 2.650 i 2.890 metres excepte en la seva obertura al Nord, on enllaça amb la Vall de Rius.
El Lac Tòrt de Rius és un estany que ocupa gran part de l'interior del Circ de Tòrt i ha estat creat per la sobreexcavació de la glacera original.

## Cims, serres i colls
En el sentit de les agulles del rellotge, començant en el punt més al nord i a l'est, es troben els següents elements geogràfics:

### Vessant oriental (E)
Separa el Circ de Tòrt de les parts més occidentals de la vall de Rius i del Circ de Restanca.
- Grinches de Tòrt. És la carena rocosa de la serra[1] entre l'estany de Rius i el pic del Tossal de Mar.
- Tossau de Mar. Amb una altitud de 2.739 metres, és una de les grans muntanyes del circ.
- Grinches de Rius. Carena rocosa entre el Tossau de Mar i la collada del Lac de Mar. El seu pic més elevat té 2.629,8 metres.
- Collada del Lac de Mar (2.498,1 metres). Enllaça la vall del Lac de Mar, al Circ de Restanca amb el Circ de Tòrt.
- Tuc dera Canau de Rius (2.812,8 metres). Aquest cim és el vèrtex d'unió de la cresta procedent del Besiberri Nord des del Sud, la carena procedent de la Collada del Lac de Mar i les Grinches de Rius cap el Nord Est i el Coth dera Canau de Rius cap el Nord Oest.

### Vessant meridional (S)

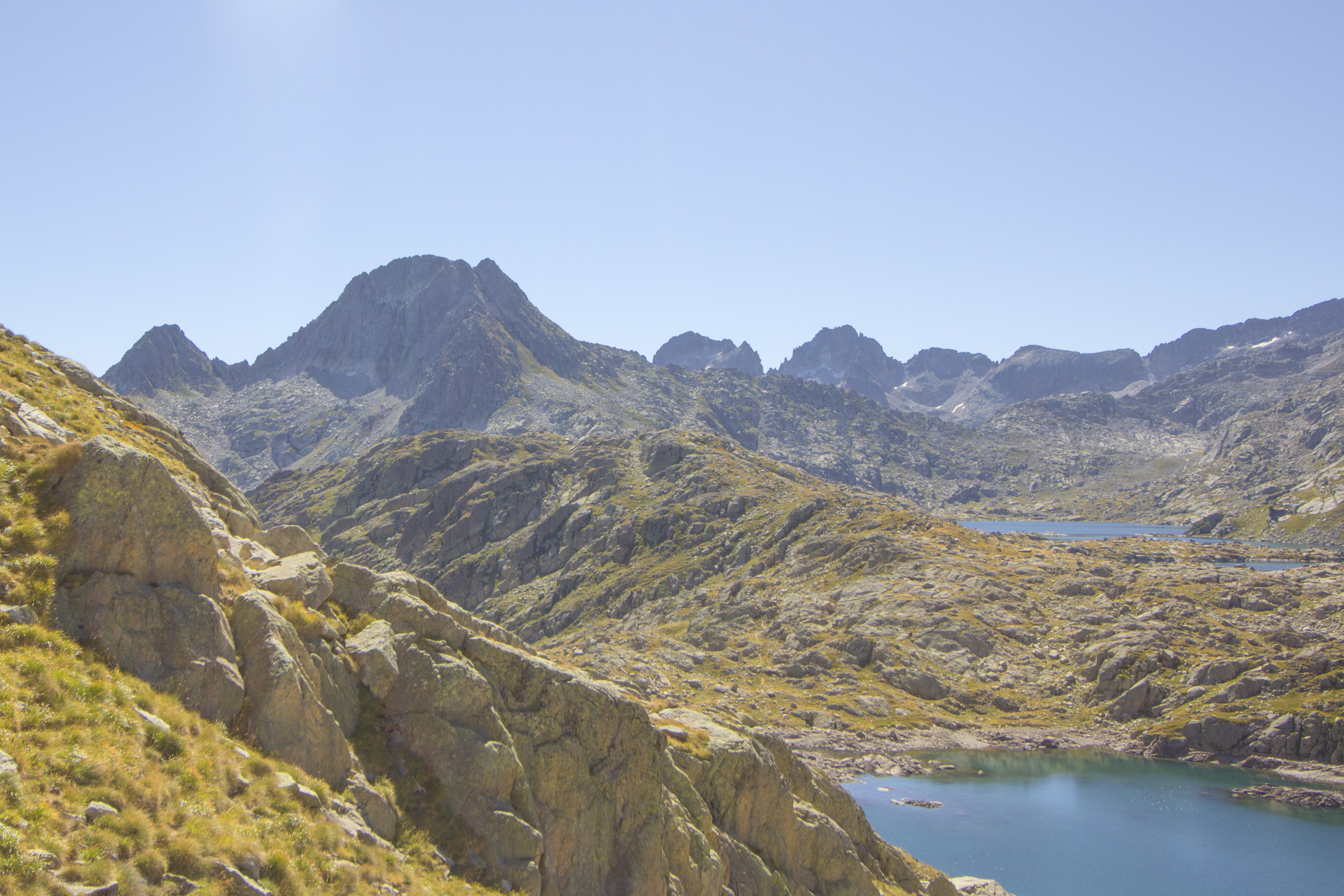
Vessant oriental del Circ de Tòrt. Imatge amb anotacions

Separa el Circ de Tòrt de la vall de Besiberri, que drena al Noguera Ribagorçana i pertany a la comarca de l'Alta Ribagorça.
- Coth dera Canau de Rius (2.686,1 metres). Enllaça la part meridional del Circ de Tòrt amb l'Estanyet, situat a la capçalera de la vall de Besiberri, a la conca del riu Noguera Ribagorçana.
- Tossal Pla (2.883,3 metres)
- Tossau deth Lac Tòrt (2.842,6 metres)
- Colhadeta del Molar Gran (2.762,3 metres). Enllaça la part meridional del Circ de Tòrt amb l'estanyet del Molar Gran, situat a la capçalera de la vall de Besiberri.
- Tuc des Estanhets (2.887 metres). Aquest cim és el vèrtex d'unió de la cresta que du al Tuc de Contesa (cap a l'oest) i de la cresta de Conangles al Pòrt de Rius, cap el Nord. Cap a l'Est es troba la Colhadeta del Molar Gran.

### Vessant occidental (O)

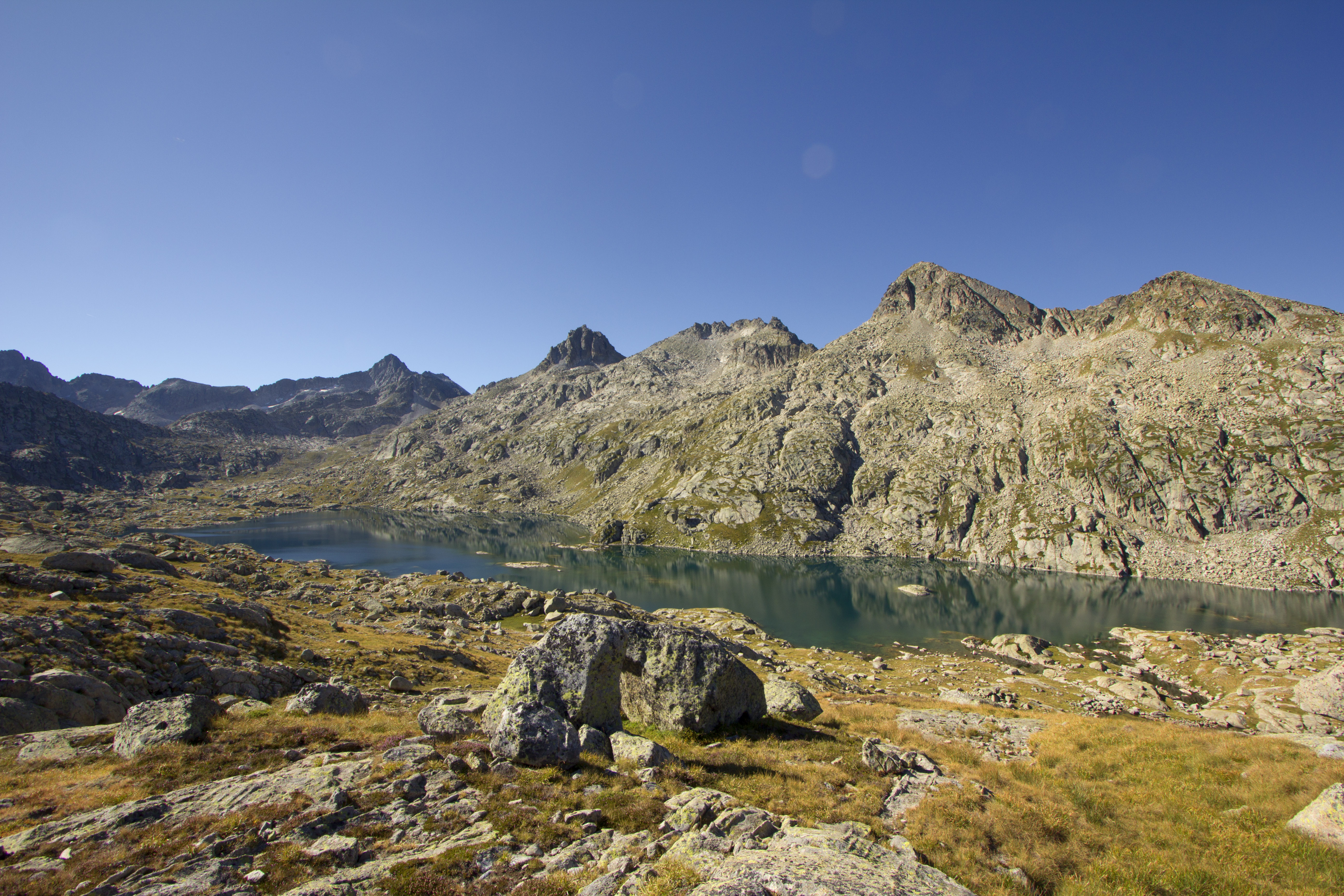
Vessants oest i sud del circ de Tòrt

Separa el Circ de Tòrt de la vall de Conangles, que drena al riu Noguera Ribagorçana.
- Tuc des Estanhets, de 2.887 metres d'altitud.
- Còth de Conangles (2.668,1 metres). Enllaça la part central del Circ de Tòrt amb els estanys de Conangles.
- Tuc de Conangles (2.784 metres).
- Tuc de Tòrt de 2.656,7 metres.
- Pòrt de Rius

## Estanys i rius
A l'interior del circ estan situats els predominants Lac Tòrt de Rius i el Lac de Rius, així com diversos estanyets. Una canonada soterrada construïda per la Sociedad Productora de Fuerzas Motrices en els anys 40/50 del segle XX canalitza aigua del Lac de Rius i el Lac Tòrt de Rius cap el Lac de Mar, d'on flueix naturalment cap a l'estany de la Restanca, des d'on és destinada a l'abastiment de la Central d'Arties.

## Excursions i travesses

### Senderisme
És l'activitat més popular que es fa al Circ de Tòrt, encara que la seva pràctica està limitada als mesos on l'absència de neu ho permet. Hi ha diverses rutes ja establertes, entre les quals destaca el sender GR 11. És un sender de gran recorregut que recorre els Pirineus des del Cantàbric a la Mediterrània pel seu vessant sud i que en el seu recorregut passa per l'extrem nord del circ. Prové del refugi de Conangles, puja per la vall de Conangles fins al Pòrt de Rius, on entra al Circ de Tòrt. Bordeja el Lac de Rius i descendeix per la Sèrra de Rius cap el refugi de la Restanca. El sender de l'Alta Ruta Pirinenca segueix el mateix itinerari.

### Escalada
Les muntanyes al voltant del Circ de Tòrt tenen diverses vies d'escalada. L'any 2002 l'administració del Parc va encarregar un inventari, identificant 29 sectors en la zona d'influència del Refugi de la Restanca. En l'informe només dos sectors estan ubicats en el Circ de Tòrt.
| Sector                        | Número de vies |
| ----------------------------- | -------------- |
| Agulles del Tossau de Mar (*) | 3              |
| Tossau de Mar                 | 6              |
| Tossal de Molar Gran (#)      | 1              |
| TOTAL                         | 10             |

(*) L'inventari no inclou el nom d'aquest sector, però apareix en altres fonts. La composició del nombre de vies per sector és fa d'acord amb aquesta última font.
(#) Segons la toponímia oficial, és el Tossal Pla. També se'l coneix com a Tossal de la Mola Gran
Totes les vies corresponen a vies d'escalada clàssica sense equipar.

### Esquí de muntanya i raquetes
L'abril de 1959 es va celebrar el primer ral·li d'esquí de muntanya organitzat pel Centre Excursionista de Catalunya. La prova començà a l'edifici de l'antic hospital de Viella ascendint fins al Coll de Rius, recorrent l'Estany Tòrt i entrant al Circ de Restanca per la Collada deth Lac de Mar. D'aquí es seguí fins a saltar pel Coll de Oelhacrestada cap el refugi Ventosa i Calvell.